# 大宮通

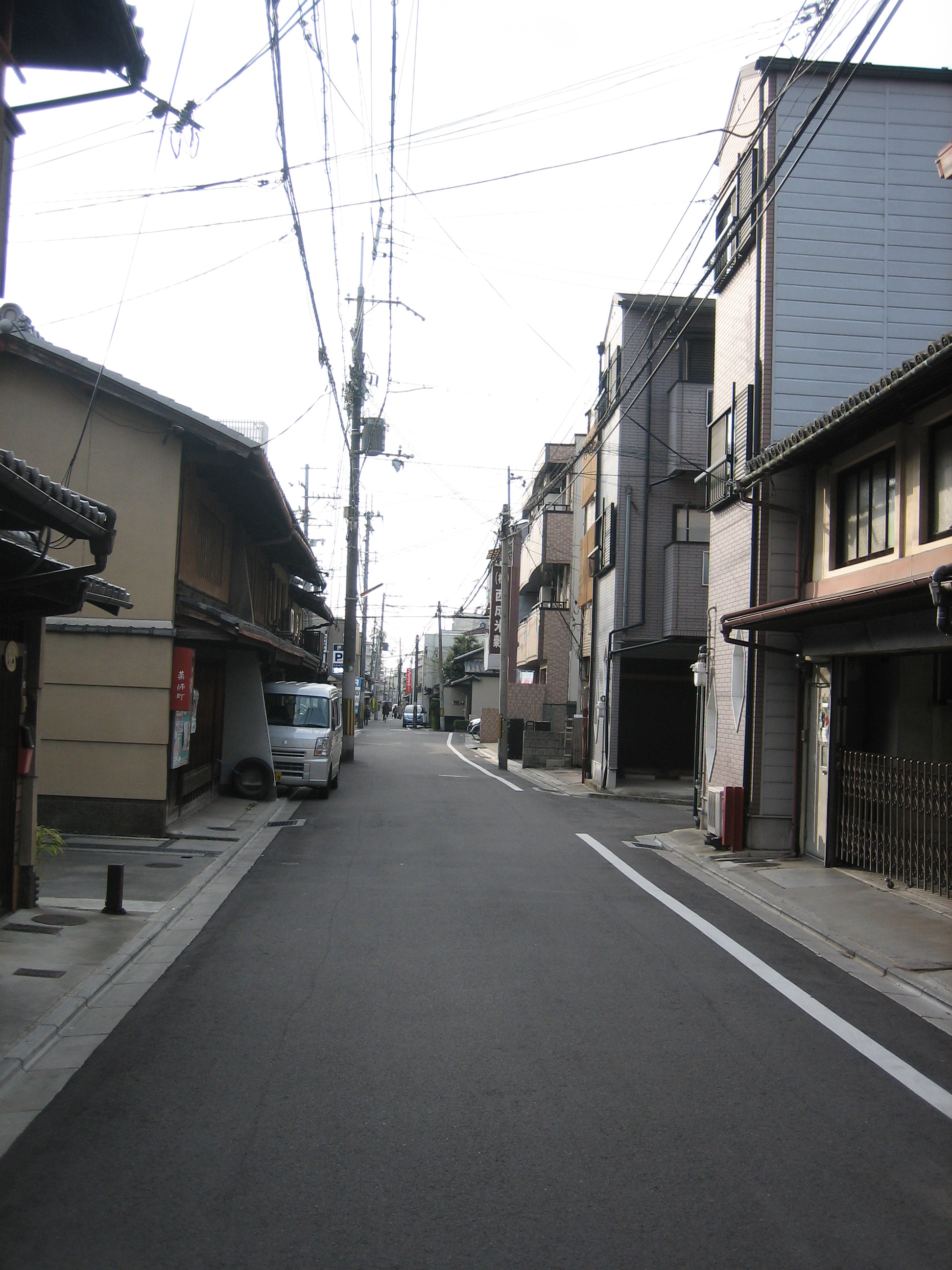
大宮通今出川下ル付近にて。かつては糸屋建ちの町家が建ち並び、「糸屋八町」を形成していた

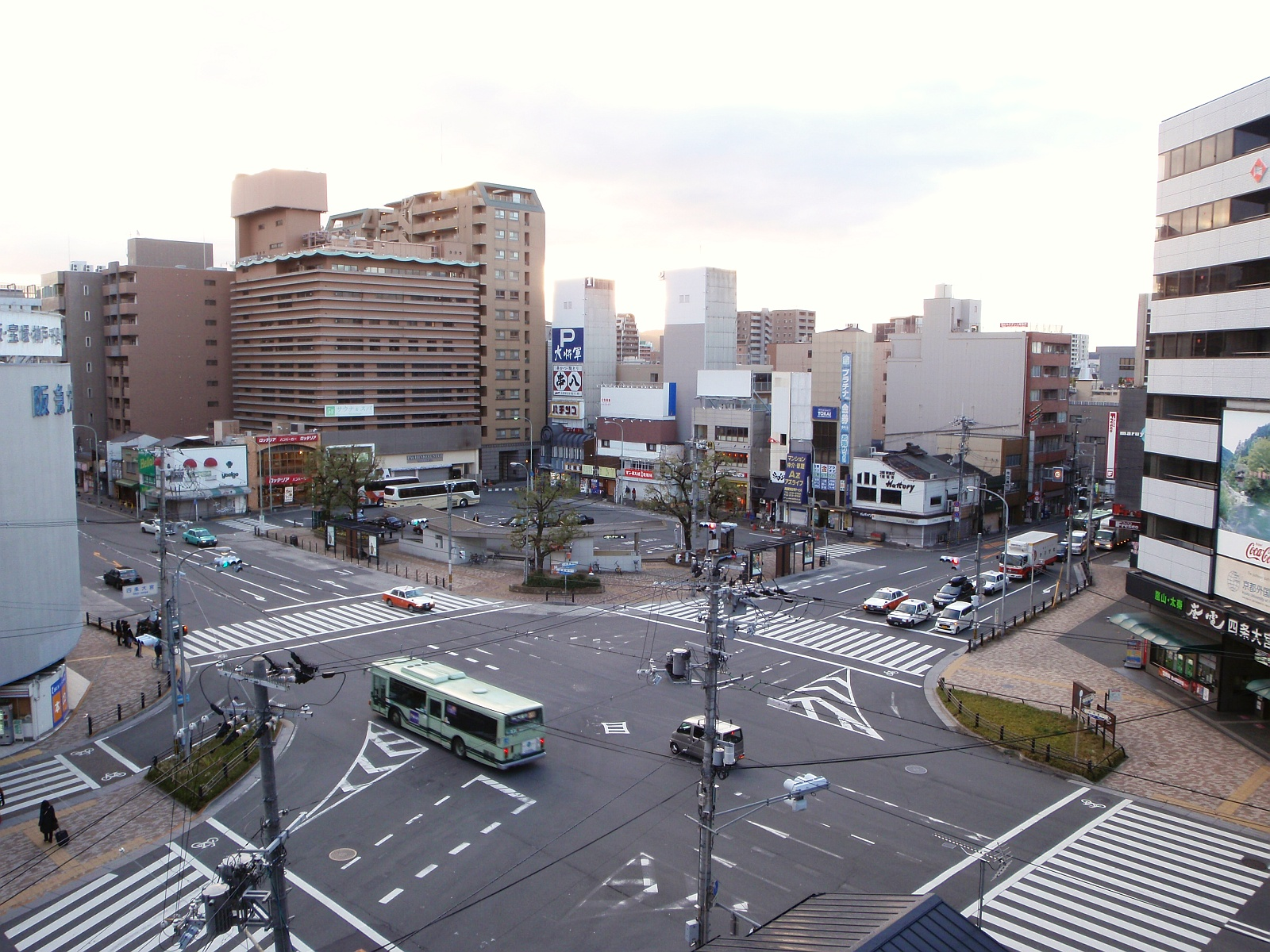
四条大宮交差点を北西側から見た様子。大宮通の北側は細い生活道路であるのに対し、右手に見える南側は幹線道路たる規模があり、左下に見える後院通と一体的な交通を成している。

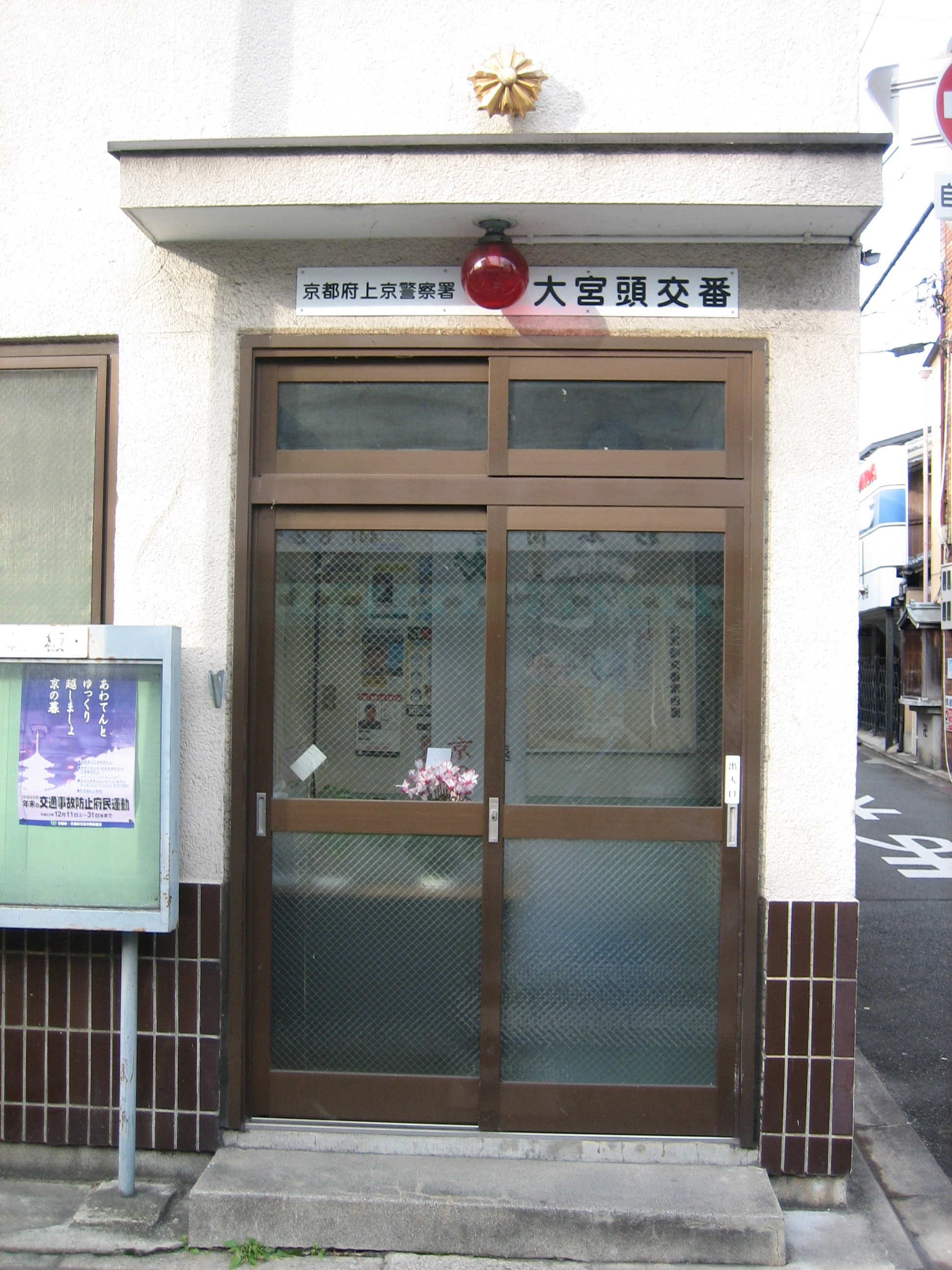
大宮頭交番

大宮通（おおみやどおり）は、京都市の主要な南北の通りの一つで、平安京の大宮大路（東大宮大路）に当たる。

## 概要
北は鹿ノ下公園（北区西賀茂榿ノ木町）南側を､南は竹田駅付近の油小路通を起終点とする。途中竹屋町通と押小路通の間で二条城によってとぎれており、また江戸時代におかれた所司代屋敷の拡築で、丸太町通と竹屋町通間が狭くなっている。

### 竹屋町通以北

大徳寺

北山通－北大路通間は、新大宮商店街が形成されている。なお、かつての大宮通は紫野地域で突き当たっており、その周辺は大宮頭（おおみやがしら、ややみやかしら）と呼ばれていたこの先は、やや北西に曲がって北へ延びる小路があり、雲林院や大徳寺門前を経て洛外へ抜けていたという。この小路は、現在の大徳寺通とほぼ重なっていた。昭和初期に土地区画整理事業が紫野地域以北において実施され、その中心を貫いて延伸した道を大宮通とした。そのため、地元ではこの延伸区間の大宮通を新大宮通、大徳寺通を旧大宮通と称している。なお、この成り立ちとは異なるが、一条通－下長者町通間の、大宮通の一筋東を南北に通る道も、旧大宮通と呼ばれている。
大正時代には京都市電今出川線が整備され、今出川通との交差点付近に今出川大宮駅が設置された。また、今出川通以北では堀川通が整備される昭和30年代まで、市バス路線が運行していたという。
通りが狭くなる上立売通－中立売通周辺は、西陣織機業地を縦断している。かつては、糸屋、機屋、織屋や買継商など業種別に軒を連ねていたという。今出川大宮交差点東南角に千両ヶ辻の碑が残っており、江戸時代には西陣織機業で日に千両の商があったといわれるほどに活気にあふれていた。今は当時の面影も乏しくなり、新旧の民家に交じって老舗商店が点在している程度である。
大半は2車線の道路だが、北山通－北大路通間は南行きの一方通行、喜多川通（京都市立西陣中央小学校第二教育施設南側）－横神明通（一条通の一筋北）間・中立売通－丸太町通は北行きの一方通行になっている。

### 押小路通以南
四条通から九条通までと十条通以南は4車線の幹線道路となっているが、四条通以北と九条－十条間は狭い一方通行路である。
四条大宮から北への幹線道路は、京都市内では珍しく北西－南東を走る後院通を通じて、千本通の千本三条へつながっているが、これは京都市電の南北方向の路線である大宮線、千本線（1972年廃止）の経路によるものである。
また七条通から九条通までは京都府道114号七条大宮四ツ塚線となっている。
なお、現在は久世橋通より南、竹田駅付近までに延長されており、伏見区上鳥羽近辺の鴨川を大宮大橋で超えた南岸で東に曲がり、油小路通と交差して京都府道68号南インター竹田線と合流している。

## 名前の由来
「大宮」は皇居を示す語で、「大内裏の東側に接していたため」との見方が一般的である。ちなみに、大内裏の西側に接していた通りを「西大宮大路」といった。
しかし、大徳寺通（旧大宮通）を経た北区紫竹下竹殿町にある、式内社「久我神社」周辺の地は、かつて大宮郷と呼ばれていた。ここは賀茂氏が京都盆地に最初に居を定めた場所とされ、上賀茂神社の旧地との説も残っている（上賀茂神社から賀茂川右岸側への渡しは、かつて「大宮の渡し」と呼ばれた）。
つまり、「大宮」という名称そのものは平安京の建設前から存在しており、大宮通、ひいては平安京の「大宮大路」命名の由来となったとしても不都合はない。むしろ、平安京建設時の基準線となった可能性さえも否定できない。

## 沿道の主な施設

### 竹屋町通以北
- 御薗橋801商店街
- 新大宮商店街
- 大徳寺
- 京都地域医療学際研究所附属病院
- 雲林院
- 興聖寺
- 妙蓮寺
- 京都市立西陣中央小学校
- 西陣
- 京都西陣公共職業安定所

### 押小路通以南
- 二条城 竹屋町－押小路（入口は堀川通）
- 京都市営地下鉄東西線 - 二条城前駅
- 神泉苑 御池通西入
- 二条陣屋跡（小川家住宅） 姉小路上ル
- 三条商店街
- 阪急京都本線 - 大宮駅
- 京福電鉄 - 四条大宮駅
- 壬生寺
- 京都市立郁文中学校 綾小路下ル

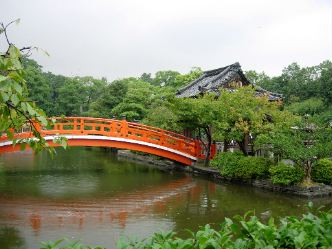
神泉苑

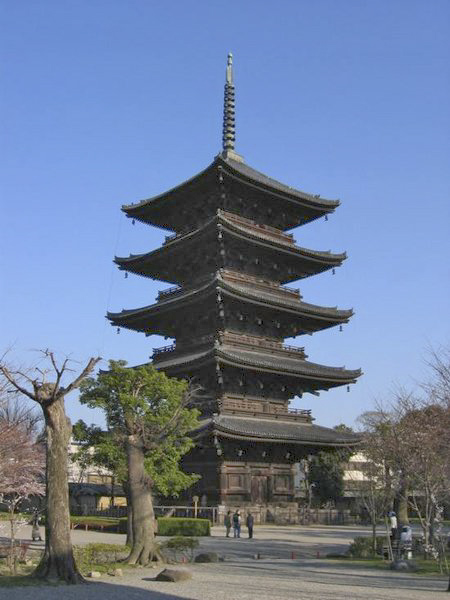
東寺

- 西本願寺（浄土真宗本願寺派本山） 花屋町から北小路（正面は反対側の堀川通）
- 龍谷大学付属平安中学校・高等学校 北小路通
- 梅小路公園 塩小路通
- 龍谷大学（大宮学舎） 七条通上ル
- 東寺（教王護国寺） 八条から九条
- 大宮大橋（鴨川）
- 友禅美術館

## 交差する道路など

### 竹屋町通以北
- 御薗橋通
- 玄以通
- 北山通
- 今宮通
- 北大路通（京都市道181号京都環状線）
- 建勲通
- 鞍馬口通
- 寺之内通
- 喜多川通
- 今出川通（京都府道101号銀閣寺宇多野線）
- 中立売通
- 下長者町通
- 下立売通
- 丸太町通（京都市道187号鹿ヶ谷嵐山線）
- 竹屋町通

### 押小路通以南
- 押小路通（京都府道37号二条停車場東山三条線）
- 御池通
- 三条通

- 交差する道路などの特記がないものは市道。

| 交差する道路など 西←<大宮通>→東                           | 交差する道路など 西←<大宮通>→東  | 交差する場所 | 交差する場所 | 路線番号  |                  |
| --------------------------------------------------------- | -------------------------------- | ------------ | ------------ | --------- | ---------------- |
| <後院通] 千本三条方面                                     | 市道186号嵐山祇園線 <四条通>     | 中京区       | 四条大宮     | -         | 北↑ ∧大宮通∨ ↓南 |
| 市道186号嵐山祇園線 <四条通>                              | 市道186号嵐山祇園線 <四条通>     | 中京区       | 四条大宮     | -         | 北↑ ∧大宮通∨ ↓南 |
| <高辻通>                                                  | <高辻通>                         | 下京区       | 大宮高辻     | -         | 北↑ ∧大宮通∨ ↓南 |
| <松原通>                                                  | <松原通>                         | 下京区       | 大宮松原     | -         | 北↑ ∧大宮通∨ ↓南 |
| 国道9号 <五条通>                                          | 国道9号 <五条通>                 | 下京区       | 大宮五条     | -         | 北↑ ∧大宮通∨ ↓南 |
| <花屋町通>                                                | <花屋町通>                       | 下京区       | 大宮花屋町   | -         | 北↑ ∧大宮通∨ ↓南 |
| <正面通>                                                  | <正面通>                         | 下京区       | 大宮正面     | -         | 北↑ ∧大宮通∨ ↓南 |
| 府道113号梅津東山七条線 <七条通>                          | 府道113号梅津東山七条線 <七条通> | 下京区       | 大宮七条     | -         | 北↑ ∧大宮通∨ ↓南 |
| 府道113号梅津東山七条線 <七条通>                          | 府道113号梅津東山七条線 <七条通> | 下京区       | 大宮七条     | 府道114号 | 北↑ ∧大宮通∨ ↓南 |
| <木津屋橋通>                                              | <木津屋橋通>                     | 下京区       | 大宮木津屋橋 |           | 北↑ ∧大宮通∨ ↓南 |
| -                                                         | [塩小路通>                       | 下京区       |              |           | 北↑ ∧大宮通∨ ↓南 |
| <八条通>                                                  | <八条通>                         | 南区         | 大宮八条     |           | 北↑ ∧大宮通∨ ↓南 |
| <東寺通>                                                  | <東寺通>                         | 南区         | 大宮東寺道   |           | 北↑ ∧大宮通∨ ↓南 |
| 国道1号 <九条通>                                          | 国道1号 <九条通>                 | 南区         | 九条大宮     |           | 北↑ ∧大宮通∨ ↓南 |
| 国道1号 <九条通>                                          | 国道1号 <九条通>                 | 南区         | 九条大宮     | -         | 北↑ ∧大宮通∨ ↓南 |
| <札辻通>                                                  |                                  | 南区         |              |           | 北↑ ∧大宮通∨ ↓南 |
| 市道181号京都環状線 <十条通>                              | 市道181号京都環状線 <十条通>     | 南区         | 十条大宮     |           | 北↑ ∧大宮通∨ ↓南 |
| <祥鳥橋通>                                                |                                  | 南区         |              |           | 北↑ ∧大宮通∨ ↓南 |
| <久世橋通>                                                | <久世橋通>                       | 南区         | 久世橋通大宮 |           | 北↑ ∧大宮通∨ ↓南 |
| 府道201号中山稲荷線                                       |                                  | 南区         |              |           | 北↑ ∧大宮通∨ ↓南 |
| 市道向日町上鳥羽線 <祥久橋通]                             | -                                | 南区         |              |           | 北↑ ∧大宮通∨ ↓南 |
| 鴨川                                                      | 鴨川                             | 南区         | 大宮大橋     |           | 北↑ ∧大宮通∨ ↓南 |
| 鴨川                                                      | 鴨川                             | 伏見区       | 大宮大橋     |           | 北↑ ∧大宮通∨ ↓南 |
| <油小路通>                                                |                                  |              |              |           | 北↑ ∧大宮通∨ ↓南 |
| 府道68号南インター竹田線<竹田出橋通> 竹田駅・国道24号方面 |                                  |              |              |           |                  |